# Shafaat Jamil
Shafaat Jamil, né le 1er mars 1940 et décédé le 11 août 2012 était un colonel de l'armée du Bangladesh. Il était le commandant du 3e Régiment du Bengale oriental de la Brigade Z Force dans le secteur 11 des forces du Bangladesh pendant la guerre de l'indépendance du Bangladesh en 1971. Il a été l'un des premiers officiers bengalis à se rebeller contre l'armée pakistanaise et à combattre dans 11 secteurs et dans le secteur de Sylhet,.